# Skidmore, Owings and Merrill

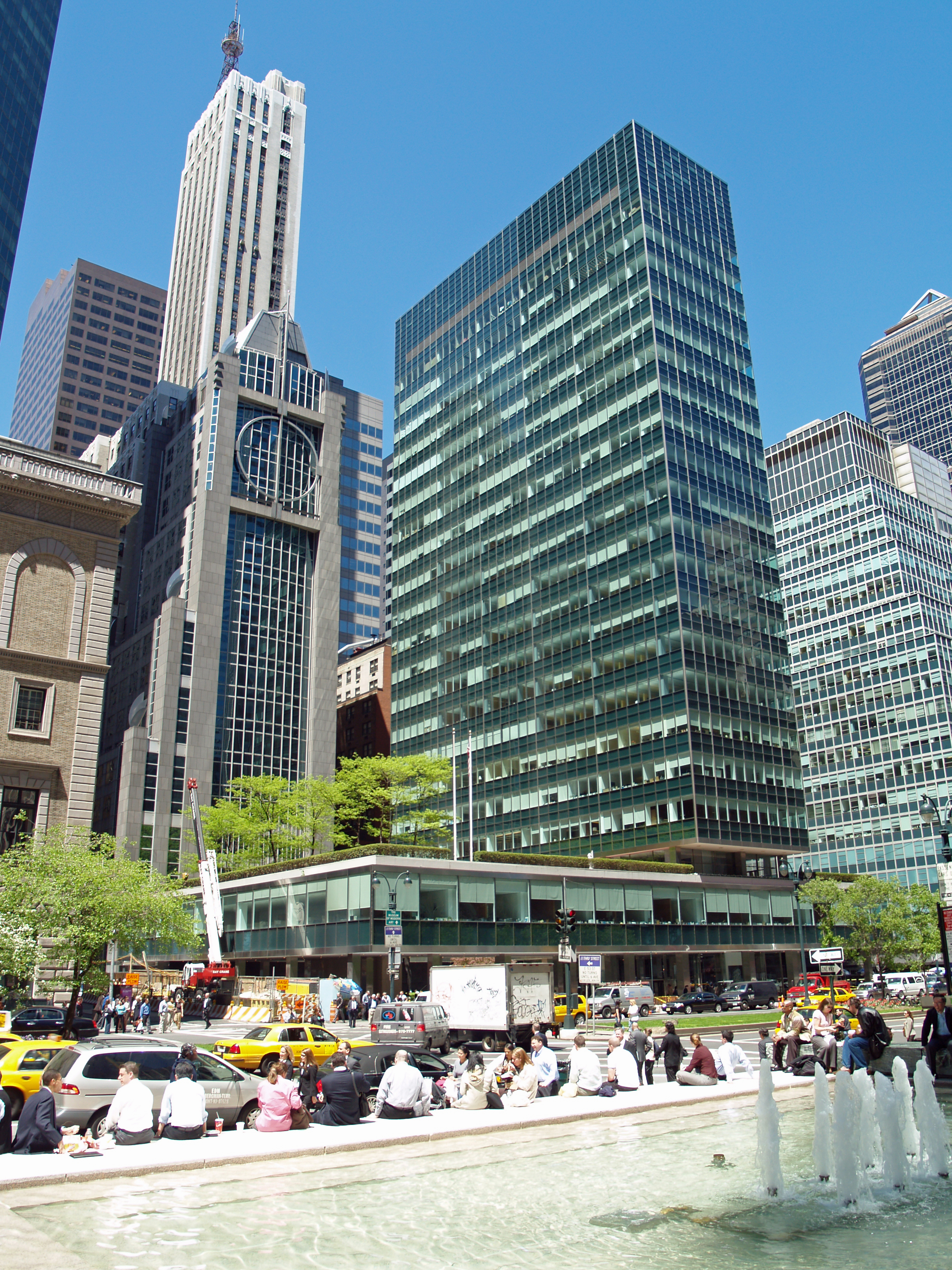
Lever House

Skidmore, Owings and Merrill LLP (SOM) je americký koncern, který je v současnosti jednou z největších světových projekčních firem zabývající se architekturou. Podílela se i na stavbě Burdž Chalífa, nejvyššího mrakodrapu na světě.
SOM byla založena v roce 1936 společníky L. Skidmorem a N. Owingsem v Chicagu, o tři roky později se k firmě připojil John Merrill.
Skidmore, Owings and Merrill mají pobočky v Los Angeles, New Yorku, San Francisku, Washington, D.C., Londýně, Hongkongu a Šanghaji. Nejznámějšími architekty firmy byli a jsou Gordon Bunshaft, Myron Goldsmith, Bruce Graham a Walter Netsch. V letech 1957 až 1962 pro společnost pracoval i návrhář nábytku Nicos Zographos.

## Nejznámější budovy projektované SOM
- Lever House, New York, 1952
- One Chase Manhattan Plaza, New York, 1961
- 875 North Michigan Avenue, Chicago, 1969
- Willis Tower, Chicago, 1973
- Solow Building, New York, 1974
- Ťin Mao, Šanghaj, 1998
- Rondo 1, Varšava, 2003
- Trump International Hotel and Tower, Chicago, 2009
- Burdž Chalífa, Dubaj, 2010
- Al Hamra Tower, Kuvajt, 2011
- One World Trade Center, New York, 2014

- Pan Peninsula, Londýn

A další v kategorii Skidmore, Owings and Merrill